# Mycoplasmataceae
Famille
Synonymes
Entomoplasmataceae Tully et al. 1993
Les Mycoplasmataceae sont une famille de bactéries de l'ordre des Mycoplasmatales. Elles appartiennent à la classe des Mollicutes et au phylum des Firmicutes.
Ce sont de très petits procaryotes (0,3 µm). Ils sont dotés d’un très petit génome (entre 600 et 2200 kpb selon les espèces) et d’un coefficient de Chargaff (pourcentage G+C) faible, compris entre 23 % et 39 %.

## Liste de genres
Selon la LPSN (1er avril 2025) les genres suivants sont validement publiés :
- Entomoplasma Tully et al. 1993
- Haemobartonella Tyzzer & Weinman 1939
- Mesoplasma Tully et al. 1993
- Mycoplasma Nowak 1929
- Williamsoniiplasma Gupta et al. 2019

### Ordre desMycoplasmatales
- (en) Catalogue of Life : Mycoplasmatales Freundt, 1955 (consulté le 11 décembre 2020)
- (fr + en) ITIS : Mycoplasmatales
- (en) NCBI : Mycoplasmatales (taxons inclus)

### Famille desMycoplasmataceae
- (en) Catalogue of Life : Mycoplasmataceae Freundt, 1955 (consulté le 11 décembre 2020)
- (en) NCBI : Mycoplasmataceae (taxons inclus)